# William Gilbert Rees

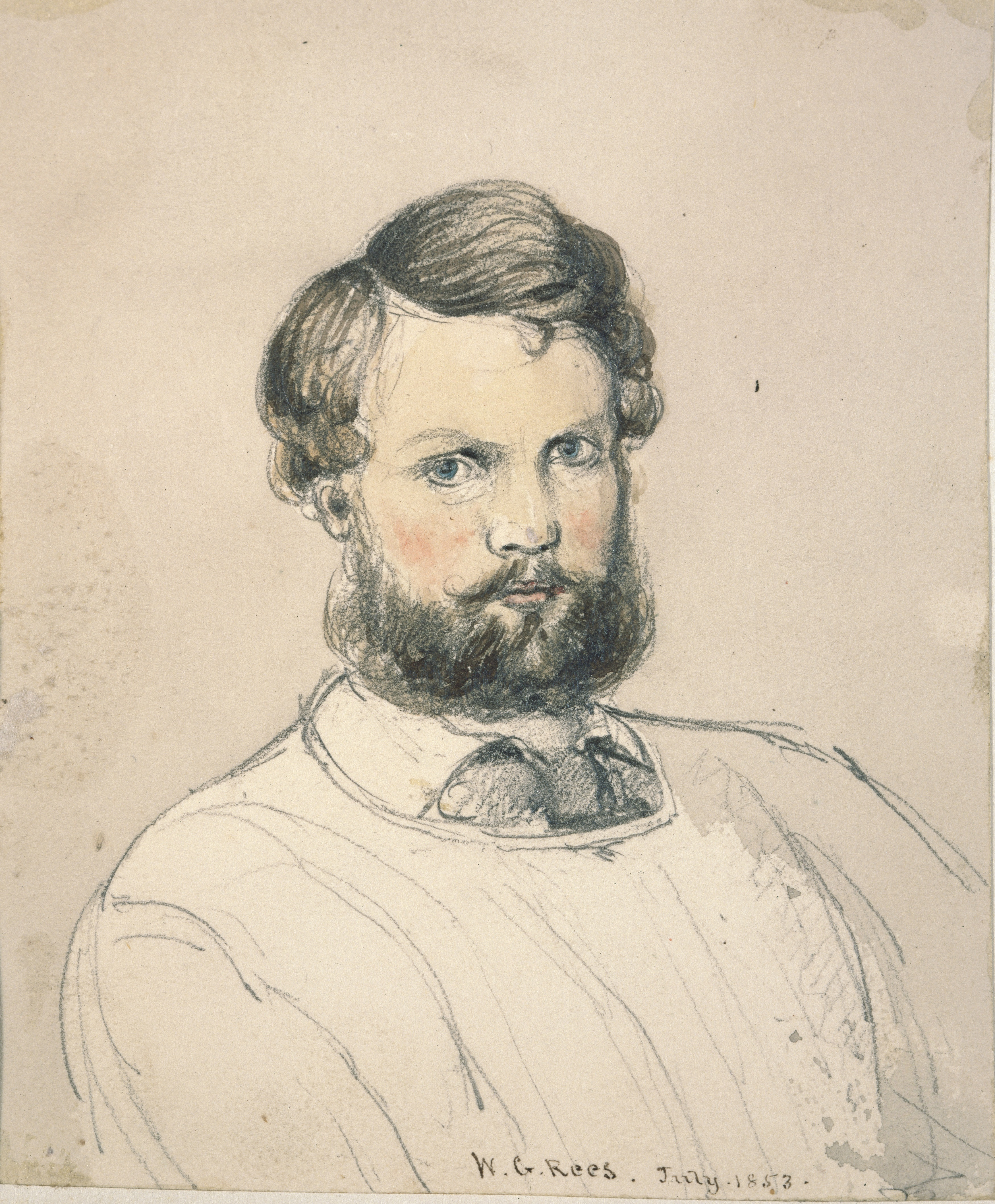
Autorretrato de julio de 1853

William Gilbert Rees (6 de abril de 1827 — 31 de octubre de 1898) fue un explorador, topógrafo y uno de los primeros colonos en el centro de Otago, Nueva Zelanda. Tanto él como su compañero explorador Nicholas von Tunzelmann, fueron los primeros europeos en establecer la cuenca Wakatipu. Rees es considerado como el fundador de Queenstown.

## Biografía

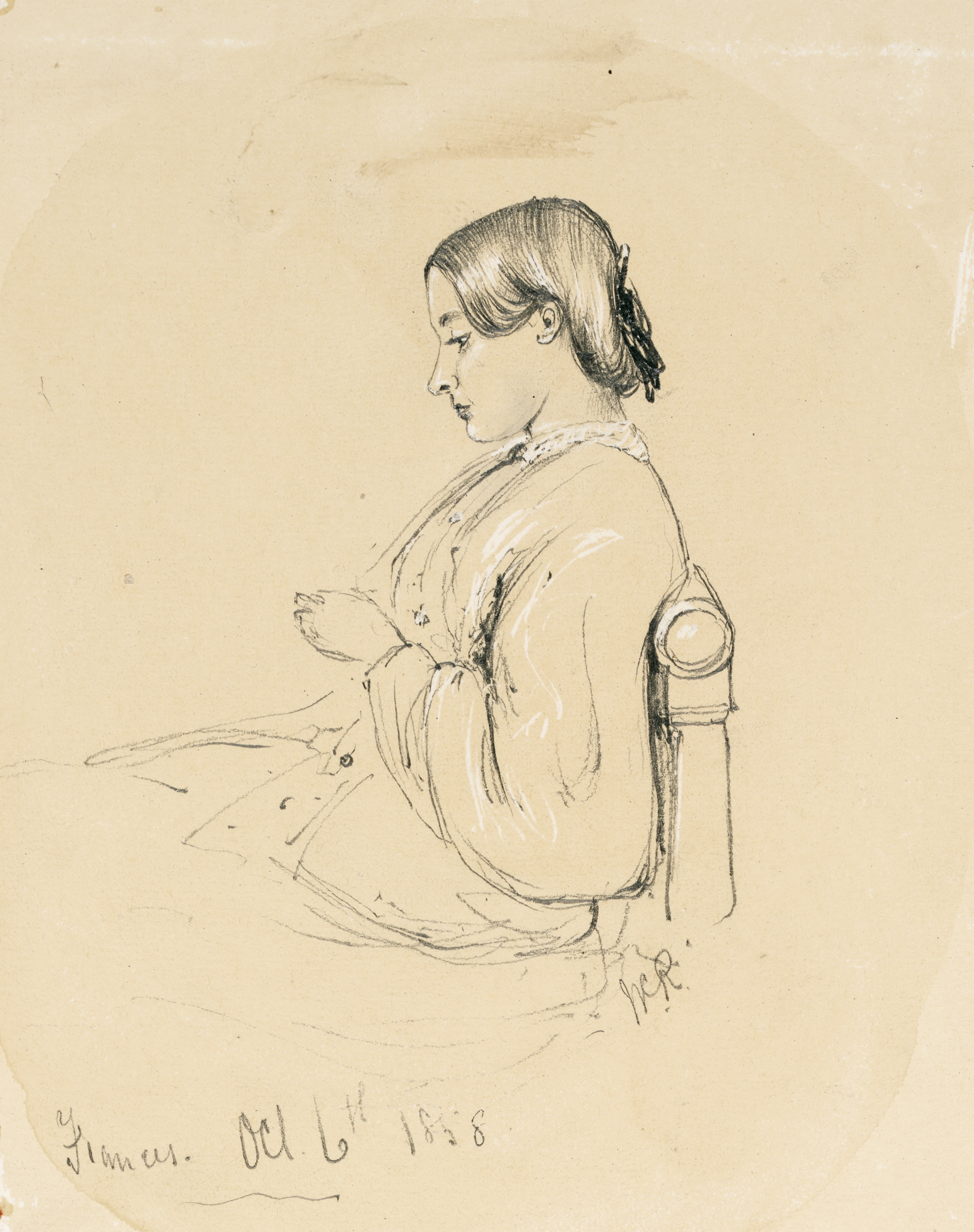
Frances Rees en 1858

Rees nació en Haroldston St. Issell's, Pembrokeshire, Gales en 1827. Su padre era comandante de la Royal Navy. Rees fue educado en la Royal Naval School.
Rees emigró a Nueva Gales del Sur en 1852, donde se convirtió en un agricultor de ovejas. Regresó a Inglaterra en 1858 para casarse con su novia de la infancia, su prima Frances Rebecca Gilbert (nacida en noviembre de 1838). 
Estableció una granja de alto país en 1860 cerca de la ubicación actual del centro de la ciudad de Queenstown. Su casa estaba situada cerca de la desembocadura del río Kawarau, en el sitio del actual Hotel Hilton. Algunos edificios históricos se han conservado. 
El suburbio de Queenstown de Frankton fue nombrado en honor a su esposa Frances. Cecil Peak y Walter Peak fueron nombrados en honor a los primeros nombres de su hijo. El oro fue descubierto no muy lejos al noreste dos años más tarde, momento en el que Rees convirtió su cobertizo de lana en un hotel llamado Queen's Arms, ahora conocido como Eichardt. Hoy en día, Rees es considerado el padre fundador de Queenstown. Rees fue uno de los primeros exponentes neozelandeses del deporte del críquet, habiendo nacido en una familia con vínculos prominentes con el deporte. Fue miembro de la familia Grace, y se relacionó como primo de W. G. Grace, una estrella temprana del juego. Apareció en un partido de primera clase para Nueva Gales del Sur en 1857; su primo William Lee Rees jugó para Victoria en el mismo partido. También fue un devoto anglicano y ayudó con la construcción de la Iglesia de San Pedro, en el centro de Queenstown, que se completó en 1863. 
El río Rees en el centro de Otago lleva el nombre de Rees, y su estatua se encuentra en la calle Rees, cerca del muelle de la ciudad. Hay un hotel llamado The Rees on Frankton Road en Queenstown que lleva su nombre y un puente en la carretera estatal 6 nombrado en su honor. 
Murió en Blenheim, Nueva Zelanda, el 31 de octubre de 1898, y fue enterrado en el Cementerio de Omaka.